# Puchar Ukrainy w piłce nożnej (2013/2014)
Puchar Ukrainy 2013/2014 (oficjalna nazwa: Puchar Ukrainy w piłce nożnej, ukr. Кубок України з футболу) – XXIII rozgrywki ukraińskiej PFL, mające na celu wyłonienie zdobywcy krajowego Pucharu, który zakwalifikuje się tym samym do Ligi Europy UEFA sezonu 2014/15. Sezon trwał od 24 lipca 2013 do 15 maja 2014.
W sezonie 2013/2014 rozgrywki te składały się z:
- I rundy wstępnej,
- II rundy wstępnej,
- meczów 1/16 finału, w której dołączyły zespoły Premier-lihi sezonu 2013/2014,
- meczów 1/8 finału,
- meczów 1/4 finału,
- meczów 1/2 finału,
- meczu finałowego.

## Drużyny
Do rozgrywek Pucharu przystąpiło 51 klubów Premier, Pierwszej i Drugiej Lihi oraz Zdobywca i Finalista Pucharu Ukrainy 2012 roku spośród drużyn amatorskich.
| Kluby Premier Lihi: | Kluby Pierwszej Lihi: | Kluby Drugiej Lihi: | Finaliści Pucharu Ukrainy spośród drużyn amatorskich:        |
| - Arsenał Kijów - Czornomoreć Odessa - Dnipro Dniepropetrowsk - Dynamo Kijów - FK Sewastopol - Howerła Użhorod - Illicziweć Mariupol - Karpaty Lwów - Metalist Charków - Metałurh Donieck - Metałurh Zaporoże - Szachtar Donieck - Tawrija Symferopol - Wołyń Łuck - Worskła Połtawa - Zoria Ługańsk | - Awanhard Kramatorsk - Bukowyna Czerniowce - Desna Czernihów - FK Połtawa - FK Sumy - Helios Charków - MFK Mikołajów - Naftowyk-Ukrnafta Ochtyrka - Nywa Tarnopol - Olimpik Donieck - FK Ołeksandrija - Stal Ałczewsk - Tytan Armiańsk - UkrAhroKom Hołowkiwka - Zirka Kirowohrad | - Arsenał-Kyjiwszczyna Biała Cerkiew - Dynamo Chmielnicki - Enerhija Mikołajów - Enerhija Nowa Kachowka - FK Karliwka - FK Tarnopol - Hirnyk Krzywy Róg - Hirnyk-Sport Komsomolsk - Kremiń Krzemieńczuk - Krystał Chersoń - Makijiwwuhilla Makiejewka - Myr Hornostajiwka - Obołoń-Browar Kijów - Reał Farma Owidiopol - Skała Stryj - Sławutycz Czerkasy - Stal Dnieprodzierżyńsk - Szachtar Swerdłowśk | - Nowe Żyttia Andrijiwka (zdobywca) - ODEK Orżew (finalista) |

## Terminarz rozgrywek

### I runda wstępna (1/64)
Mecze rozegrano 24 lipca 2013.
| Nowe Żyttia Andrijiwka | 1:2 | Obołoń-Browar Kijów       | dod. |
| FK Karliwka            | 4:0 | Makijiwwuhilla Makiejewka |      |
| ODEK Orżew             | 0:3 | Enerhija Mikołajów        |      |

### II runda wstępna (1/32)
Mecze rozegrano 7 sierpnia 2013.
| UkrAhroKom Hołowkiwka              | 1:0 | Naftowyk-Ukrnafta Ochtyrka |             |
| FK Sumy                            | 0:1 | Bukowyna Czerniowce        |             |
| Zirka Kirowohrad                   | 2:1 | Stal Ałczewsk              | dod.        |
| Arsenał-Kyjiwszczyna Biała Cerkiew | 0:1 | FK Tarnopol                |             |
| Kremiń Krzemieńczuk                | 0:1 | Nywa Tarnopol              |             |
| Hirnyk-Sport Komsomolsk            | 1:2 | Enerhija Mikołajów         |             |
| Stal Dnieprodzierżyńsk             | 1:0 | Helios Charków             |             |
| Enerhija Nowa Kachowka             | 1:3 | Desna Czernihów            |             |
| MFK Mikołajów                      | 3:2 | Tytan Armiańsk             | dod.        |
| Obołoń-Browar Kijów                | 1:1 | Myr Hornostajiwka          | dod., k.2:4 |
| Szachtar Swerdłowśk                | 4:0 | Krystał Chersoń            |             |
| Reał Farma Owidiopol               | 2:3 | Sławutycz Czerkasy         | dod.        |
| FK Karliwka                        | 2:4 | Hirnyk Krzywy Róg          |             |
| Dynamo Chmielnicki                 | 0:2 | Awanhard Kramatorsk        |             |
| Olimpik Donieck                    | 1:1 | FK Ołeksandrija            | dod., k.3:5 |
| Skała Stryj                        | 0:3 | FK Połtawa                 |             |

### 1/16 finału
Mecze rozegrano 25 września 2013, jedynie mecz Nywa Tarnopol – UkrAhroKom Hołowkiwka odbył się 26 września 2013.
| Howerła Użhorod        | 0:1 | Arsenał Kijów          |      |
| Sławutycz Czerkasy     | 3:1 | Tawrija Symferopol     |      |
| Szachtar Swerdłowśk    | 3:1 | Myr Hornostajiwka      |      |
| FK Ołeksandrija        | 1:4 | Metalist Charków       | dod. |
| FK Tarnopol            | 4:3 | FK Połtawa             | dod. |
| Awanhard Kramatorsk    | 3:1 | Zoria Ługańsk          | dod. |
| Karpaty Lwów           | 1:0 | FK Sewastopol          |      |
| Dynamo Kijów           | 3:2 | Metałurh Donieck       |      |
| Enerhija Mikołajów     | 0:4 | Czornomoreć Odessa     |      |
| Bukowyna Czerniowce    | 0:2 | Dnipro Dniepropetrowsk |      |
| Illicziweć Mariupol    | 0:3 | Szachtar Donieck       |      |
| Stal Dnieprodzierżyńsk | 1:2 | Metałurh Zaporoże      |      |
| Hirnyk Krzywy Róg      | 1:2 | Desna Czernihów        | dod. |
| MFK Mikołajów          | 2:1 | Zirka Kirowohrad       | dod. |
| Worskła Połtawa        | 2:1 | Wołyń Łuck             | dod. |
| Nywa Tarnopol          | 3:0 | UkrAhroKom Hołowkiwka  |      |

### 1/8 finału
Mecze rozegrano 30 października 2013, jedynie mecz MFK Mikołajów – Szachtar Donieck odbył się 29 października 2013.
| Desna Czernihów     | 1:1 | Metałurh Zaporoże      | dod., k.5:4 |
| FK Tarnopol         | 1:1 | Worskła Połtawa        | dod., k.3:1 |
| Sławutycz Czerkasy  | 1:0 | Awanhard Kramatorsk    |             |
| Karpaty Lwów        | 0:2 | Metalist Charków       |             |
| MFK Mikołajów       | 0:3 | Szachtar Donieck       |             |
| Nywa Tarnopol       | +:– | Arsenał Kijów          |             |
| Czornomoreć Odessa  | +:– | Dnipro Dniepropetrowsk |             |
| Szachtar Swerdłowśk | 0:4 | Dynamo Kijów           |             |

### 1/4 finału
Mecze rozegrano 26 marca 2014
| Desna Czernihów    | 0:2 | Szachtar Donieck   |             |
| Sławutycz Czerkasy | 1:1 | Nywa Tarnopol      | dod., k.4:3 |
| FK Tarnopol        | 0:1 | Czornomoreć Odessa |             |
| Metalist Charków   | 2:3 | Dynamo Kijów       |             |

### 1/2 finału
Mecze rozegrano 7 maja 2014
| Sławutycz Czerkasy | 0:3 | Szachtar Donieck   | dod. |
| Dynamo Kijów       | 4:0 | Czornomoreć Odessa |      |

### Finał
| 15 maja 2014 20:00 | Dynamo Kijów · Ołeksandr Kuczer 40' (sam.) · Domagoj Vida 43' | 2:1Raport | Szachtar Donieck · 57' Costa | Stadion Worskła, Połtawa Widzów: 9 700 Sędzia: Jurij Możarowski (Lwów) |
|                    |                                                               |           |                              |                                                                        |

| Zdobywca Pucharu Ukrainy 2013/14 |
| -------------------------------- |
| Dynamo Kijów 10 tytuł            |
| ...                              |